# حسین جبر
حسین جبر (انگلیسی: Hussein Jabur؛ زادهٔ ۱ ژوئیهٔ ۱۹۳۳) بازیکن فوتبال اهل عراق بود.
وی همچنین در تیم‌های ملی فوتبال زیر ۲۳ سال عراق و عراق بازی کرده‌است.